# چیساکی موریشیتا
چیساکی موریشیتا (انگلیسی: Chisaki Morishita; February 12 – ) صداپیشه اهل ژاپن بود. وی از سال ۲۰۱۶ میلادی تاکنون مشغول فعالیت بوده‌است.